# Sinan Kurt
Sinan Kurt (Mönchengladbach, 23 de julio de 1996) es un futbolista alemán que juega de delantero en el MSV Düsseldorf.

## Carrera
Comenzó en las divisiones inferiores del club local el Borussia Mönchengladbach. Fue fichado para la temporada 2014-15 por el Bayern de Múnich a petición de Pep Guardiola.
En febrero de 2019 firmó con el WSG Wattens.

## Selección nacional

### Sub-17
Sinan Kurt ha sido internacional con la selección sub-17 de Alemania en 2 partidos, debutando en la ronda de clasificación para el Campeonato Europeo Sub-17 de la UEFA 2013.